# Rzeka autochtoniczna
Rzeka autochtoniczna – rzeka zasilana w całym swoim biegu, płynąca zwykle w obrębie jednej strefy klimatycznej. Reżim rzeczny odzwierciedla wpływ warunków fizjograficznych tej strefy.